# 思唐州
思唐州，唐朝时设置的州。
唐高宗永隆二年（681年）分龚州、象州、蒙州置思唐州，治所在武郎县（今广西壮族自治区平南县西北寺堂）。辖境相当今广西壮族自治区大瑶山一带。唐玄宗开元二十四年（736年），降为羁縻州。天宝元年（742年），改为武郎郡。唐肃宗乾元元年（758年），恢复思唐州之名。唐德宗建中元年（780年），再升为正州。下辖武郎县、平原县（今平南县大鹏镇）。唐穆宗长庆三年（823年），改平原县为思和县。后晋时一度改为思化州。北宋宋太祖开宝四年（971年）改思明州。次年废。